# 로시타 (영화)
로시타(Rosita)는 미국에서 제작된 에른스트 루비치 감독의 1923년 코미디, 멜로/로맨스 영화이다. 메리 픽포드 등이 주연으로 출연하였다.

## 출연

### 주연
- 메리 픽포드

### 조연
- 홀브룩 블린
- 아이린 리치
- 조지 월쉬
- 찰스 벨처
- 프랭크 리
- 마틸드 코몬트
- 필립 드 라시
- 도날드 맥앨핀

## 제작진
- 프로듀서: 메리 픽포드